# Intelligence artificielle de remédiation
L'intelligence artificielle de remédiation ou IA de remédiation est une initiative développée en France à partir de la fin de 2023, pour exploiter l'intelligence artificielle dans l'aide aux élèves ayant des  lacunes dans telle ou telle matière. Les premiers outils devraient être accessibles à compter du mois de septembre 2024 pour les élèves de seconde en français et en mathématiques, avant d'être généralisés.

## Principe
L'intelligence artificielle de remédiation doit être utilisée pour :
- mieux comprendre le niveau des élèves, identifier ceux qui sont en difficulté et le type de difficulté ;
- fournir aux élèves, en difficulté notamment, des tutoriels personnalisés, des exercices de révision, ou des évaluations formatives, adaptés à chacun, et offrant un soutien personnalisé ;
- permettre aux élèves et autres apprenants un apprentissage au rythme de la personne, et plus efficace.

Cette intelligence artificielle de remédiation peut à priori aider des élèves de tous âges et concerner tous les niveaux scolaires et de compétence, et donc aussi s'appliquer à divers types de centres de formation.

## Historique
Ce concept et son projet de généralisation en France ont été annoncés en décembre 2023 par Gabriel Attal, qui aussi annoncé pour tous les lycéens l'accès (de chez eux) à une IA remédiatrice et à une « plateforme d'exercices basée sur l'IA » (baptisée  « MIA seconde », MIA signifiant ici « modules interactifs adaptatifs »), dédiée dans un premier temps aux mathématiques et au français. Le ministre évoque un « logiciel souverain, construit avec des chercheurs et des enseignants (…) mis à la disposition des 200 000 élèves de seconde dans les prochains mois, avant d'être généralisé à l'ensemble des élèves de seconde à partir de septembre prochain (…) La France sera ainsi le premier pays au monde à généraliser à l'ensemble d'une classe d'âge un outil d'élévation du niveau fondé sur l'intelligence artificielle ».
Le logiciel, produit par l'entreprise française EvidenceB, appartient au ministère de l'Éducation nationale et de la Jeunesse. Il intègre déjà plus de 20 000 exercices adaptatifs en mathématiques et en français (sur 24 modules). Il est accessible à la maison (à condition d'avoir une connexion internet) en ligne, sur smartphone ou sur tablette). Il propose dans un premier temps au moins 20 000 exercices adaptatifs en mathématiques et en français.
Cet outil s'intègre dans le cadre de l'initiative « Choc des savoirs ».

L'outil sera mis à disposition de tous les élèves de seconde dès septembre 2024.

## Exemples d'IA de remédiation
- Un élève ayant des difficultés en mathématiques peut obtenir de l'IA des tutoriels personnalisés sur les concepts qu'il ne comprend pas encore, pour préparer un examen via des exercices de révision, mais aussi pour obtenir des évaluations formatives.
- Une IA peut produire des exercices de conversation et de traduction dans plus d'une centaine de langues.
- Cédric Villani (dec 2023) cite l'exemple d'un enseignant qui propose à ses élèves de créer le meilleur prompt possible pour créer une image ressemblant le plus possible à une carte postale qu'il leur a fourni.

## En France
Le gouvernement a annoncé en 2023 vouloir investir 1 milliard d'euros pour développer l'IA de remédiation au sein de l'éducation nationale et dans l'université, et pour former les enseignants à leur utilisation.

## Sémantique
Le mot « remédiation » peut aussi être associé à l'intelligence  artificielle dans d'autres contextes et avec d'autres sens.
Par exemple, l'Agence nationale de la sécurité des systèmes d'information (ANSSI) a produit un corpus documentaire sur la remédiation après une cyberattaque ou un cyberincident.

#### Aspects juridiques
- Digital Services Act, ou loi sur les services numériques de l'Union européenne

Notions générales
- Agent intelligent
- Agent logiciel
- Agent virtuel
- Algorithme
- Algorithme génétique
- Alignement des intelligences artificielles
- Applications de l'intelligence artificielle
- Déclaration de Montréal pour un développement responsable de l'intelligence artificielle
- Effet IA
- Éthique de l'intelligence artificielle
- Explosion d'intelligence
- Histoire de l'intelligence artificielle
- Intelligence artificielle générale
- Interactions homme-machine
- Philosophie de l'intelligence artificielle
- Principaux projets et réalisations en intelligence artificielle
- Réseau de neurones artificiels
- Singularité technologique
- Singularitarisme
- Système expert
- Téléchargement de l'esprit
- Test de Turing
- Vie artificielle

#### Notions techniques
- Agent conversationnel
- Apprentissage automatique
- Apprentissage par renforcement
- Apprentissage profond (Deep learning)
- Architecture cognitive
- Diagnostic
- Exploration de données
- Forêt d'arbres décisionnels
- Inférence bayésienne
- Intelligence artificielle amicale
- Intelligence artificielle distribuée
- Intelligence artificielle faible
- Logique floue
- Machine à vecteurs de support
- Métaheuristiques
- Planification
- Problème de satisfaction de contraintes
- Programmation génétique
- Programmation par contraintes
- Raisonnement par cas
- Réseaux de neurones
- Système multi-agents
- Théorème de Cox-Jaynes

#### Chercheurs en intelligence artificielle (espace anglophone)
- Edward Feigenbaum
- Irving John Good
- Douglas Engelbart
- Douglas Hofstadter
- Douglas Lenat
- John McCarthy
- Marvin Lee Minsky
- Allen Newell
- Nils Nilsson
- Seymour Papert
- Rosalind Picard
- Roger Schank
- Herbert Simon
- Ray Solomonoff
- Gerald Jay Sussman
- Alan Turing
- Joseph Weizenbaum